# Nicolae Bagdasar
Nicolae Bagdasar (n. 5 februarie 1896, Roșiești, Vaslui – d. 21 aprilie 1971, București) a fost un filozof român, membru corespondent al Academiei Române din 1943.

## Studii
Școala primară a urmat-o în satul natal, iar liceul la Colegiul Național „Gheorghe Roșca Codreanu” din Bârlad (1909 – 1916).
Între octombrie 1916 – martie 1917 a urmat cursurile Școlii Militare de ofițeri de rezervă din Botoșani, fiind apoi repartizat la Regimentul 51 / 52 Infanterie, cu care participă la Primul Război Mondial.
După demobilizare, urmează cursurile Facultății de Litere și Filosofie a Universității București, unde-și susține licența în iunie 1922, după care pleacă la specializare în Germania, unde își ia doctoratul în Filosofie la Universitatea din Berlin, în iunie 1926.

## Activitate profesională
Nicolae Bagdasar a fost profesor titular de limba germană la Școala Comercială Română din Salonic – Grecia (1926 – 1927), apoi la Școala Comercială “Nicolae Kretzulescu” din București (1927 – 1930).
Ca secretar al Societății Române de Filosofie (1928 – 1940), a întemeiat Editura Filosofică (1930 – 1944) și a devenit secretar de redacție al Revistei de Filosofie (1928 – 1943).
Asistent universitar la Laboratorul de Psihotehnie al Facultății de Filosofie București (din 1 februarie 1928), asistent la catedra de Psihologie, Logică și Teoria Cunoașterii de sub conducerea lui C. Rădulescu-Motru. În 1940 a devenit membru corespondent al Academiei de Științe Morale și Politice.
A fost membru corespondent al Academiei de Științe din România începând cu 6 iunie 1939.
La universitatea ieșeană devine profesor titular la catedra de Filosofie Generală (Epistemologie și Metafizică), Istoria Filosofiei Moderne și Contemporane (1942 – 1949).
În 1943 devine membru corespondent al Academiei Române, titlu care i s-a ridicat (și nu numai lui) de către regimul comunist, în 1948.
A fost co-director al revistei Ethos (1943 – 1946).
Destituit din învățământul superior (1949), devine director de secție al Institutului de Istorie din București (1949 – 1950), apoi consilier științific al Institutului de Istorie al Academiei R. P. R., referent științific al Institutului de Istorie și Filologie al Academiei (Filiala Iași), între anii 1953 – 1956, coordonator științific al Dicționarului Enciclopedic Român (1956 – 1958).
După pensia de merit (1959), lucrează la revizuirea operei sale, pentru o viitoare reeditare, până la dispariția sa din 21 aprilie 1971.
În 1970 fusese ales membru al Academiei de Științe Sociale și Politice. A colaborat la numeroase reviste de specialitate și de cultură din țară și străinătate. Lucrările sale, de proporții, de valoare actuală, au fost elaborate de pe poziții raționaliste.

## Distincții
- Ordinul Meritul Cultural în gradul de Cavaler cl. II, pentru litere (23 septembrie 1942)[3]

## Lucrări
- Filosofia contemporană a istoriei, București, Societatea Română de Filosofie, 1930
- David Hume, Cercetare asupra intelectului omenesc (1936),
- Mircea Djuvara, București, Tiparul Universitar, 1940,
- Istoria filosofiei moderne, coordonator științific (I, 1927; II, 1938; III, 1939; IV, 1940; V, 1941),
- Teoria cunoștiinței, 2 volume, București, Univers enciclopedic, 1995; ( ediții antecedente: 1941; ed. a II-a, 1944),
- Antologie filosofică. Filosofi străini (1943), alte 3 opere postume, alte 14 lucrări lăsate în manuscris.